# Championnats du monde de gymnastique rythmique 2002
Les XXV Championnats du monde de gymnastique rythmique se sont tenus à La Nouvelle-Orléans aux États-Unis du 10 au 14 juillet 2002. La compétition n'était ouverte qu'aux exercices en groupes, il n'y a pas eu de compétition individuelle ni par équipe.

## Participants
Des gymnastes provenant de 25 pays (Allemagne, Biélorussie, Brésil, Bulgarie, Canada, Chine, Corée du Sud, Cuba, Espagne, États-Unis, France, Grèce, Hongrie, Italie, Japon, Pologne, Russie, Slovaquie, Suisse et Ukraine) participent à ces championnats du monde.

## Résultats détaillés

### Groupes - Concours général
| Rang | Nation      | Points |
| ---- | ----------- | ------ |
| 1    | Russie      | 49.050 |
| 2    | Biélorussie | 47.675 |
| 3    | Grèce       | 47.400 |
| 4    | Bulgarie    | 47.050 |
| 5    | Italie      | 45.550 |
| 6    | Ukraine     | 44.950 |
| 7    | Chine       | 43.175 |
| 8    | Brésil      | 42.100 |

### Groupes - 5 rubans
| Rang | Nation      | Points |
| ---- | ----------- | ------ |
| 1    | Ukraine     | 23.325 |
| 2    | Russie      | 22.950 |
| 3    | Grèce       | 22.650 |
| 4    | Bulgarie    | 22.200 |
| 5    | Italie      | 21.650 |
| 6    | Biélorussie | 21.000 |
| 7    | Espagne     | 19.700 |
| 8    | Chine       | 19.050 |

### Groupes- 2 ballons + 3 cordes
| Rang | Nation      | Points |
| ---- | ----------- | ------ |
| 1    | Grèce       | 24.450 |
| 2    | Bulgarie    | 23.600 |
| 3    | Biélorussie | 23.500 |
| 4    | Italie      | 23.375 |
| 5    | Ukraine     | 22.975 |
| 6    | Chine       | 22.675 |
| 7    | Russie      | 21.475 |
| 8    | Pologne     | 21.175 |